# Капсул
Капсул (капсул-възпламенител или пистон) – устройство за възпламеняване на барутния заряд в огнестрелното оръжие. Представлява чашка от мек метал (обикновено месинг) с неголям заряд чувствително за удар взривно вещество, например гърмящ живак. Когато петлето или ударника набожда капсула с иглата, този заряд се взривява и създава насочена струя пламък, запалваща барутния заряд.
Изобретяването на капсула става възможно след откритията на френските химици – през 1784 г. от Бойен на гърмящия живак и през 1788 г. от Клод Луи Бертоле на калиевия хлорат (бертолетовата сол) и фулмината на среброто (гърмящо сребро). Капсулът в метална капачка от открит тип е създаден от американеца Д. Шоу през 1814 г.
Капсулът е основна съставна част на унитарния патрон или артилерийския изстрел, той се закрепва в специална дупка в дънцето на гилзата.
При оръжието с капсулен затвор капсулът е отделен компонент на боезапаса, стрелецът го поставя на брандтрубката, която слиза до дъното на цевта.
Освен възпламеняването на барутния заряд капсулът също увеличава налягането в патрона до необходимото за започване на устойчиво горене на барута.

## Активни вещества
Класическият гърмящ живак не винаги е способен надеждно за запали барута (особено бездимния) – реакцията е твърде бърза и с малко газообразуване. Вместо чист гърмящ живак често се използват ударни състави – смеси на гърмящия живак или други детониращи вещества с вещества, осигуряващи по-висока енергия на горенето и способни да горят в затворен обем без приток на окислител отвън.
Един от най-разпространените ударни състави е сместа на гърмящия живак (35%), с антимон (25%) и бертолетова сол (40%). Гърмящият живак осигурява възпламеняването, антимонът – високата температура на горене и пламък, бертолетовата сол снабдява реакцията с кислород, който се отделя при нейното разпадане. Състава се използва в ловджийския капсул „Жевело“ (на френски: Gevelot).
Продуктите на реакцията, възникващи в такъв ударен състав, негативно влияят на канала на ствола – полепват по металните повърхности и водят до образуването на нагар и корозия. Особено вреден продукт на реакцията е калиевия хлорид: за сметка на своята хигроскопичност той привлича вода от продуктите на изгарянето на барута и атмосферата, отделяйки при това свободни хлорни йони. Също така нагретият калиев хлорид се спойва с метала на ствола, намалявайки неговата здравина. Тези образувания се изнасят със следващия изстрел, с образуване на шупли в метала. Парите на металния живак проникват в ствола, нарушавайки кристалната решетка на метала и намаляват здравината.
За отстраняването на влиянията на продуктите на изгарянето на ударния състав се използват некорозиращи ударни състави, например на основата на тринитрорезорцината на оловото (инициатор), нитрита на бария (окислител), антимон и алуминиева пудра (гориво).
Също използвани са оловен азид, тетразен, оловен двуокис, смолата шелак и др.

## Проблеми, предизвиквани от неподходящ капсул
Некачественият или неподходящ капсул може да доведе до засечка при изстрела.
Недостатъчно мощният капсул може да доведе и до забавен изстрел. Барутът изгаря бавно и нестабилно, налягането в патрона е недостатъчно за правилното горене, изстрелът става със съществено забавяне (до десетки секунди). За стрелеца забавеният изстрел изглежда като засечка, той изменя направлението на ствола и се опитва да презареди оръжието.
Прекалено мощният капсул може да доведе до детонация на барута и да разцепи ствола на оръжието.